# Salomé Alexandra
Salomé Alexandra ou Alexandra de Jerusalém (em hebraico:  שְׁלוֹמְצִיּוֹן אלכסנדרה‎, Shelomtzion ou Shlom Tzion; 139 a.C. — 67 a.C.), foi a única rainha judia, reinou durante o Período da Dinastia Asmoneia, primeiro como esposa de Aristóbulo e depois de Alexandre Janeu, irmão de Aristóbulo.
Ela foi a última governante a governar um estado judeu totalmente independente em Israel, até a formação do moderno estado de Israel.
Salomé Alexandra era esposa do rei Aristóbulo I (104 aC-103 aC) e, após sua morte, ela colocou Alexandre Jannaeus, irmão mais novo do falecido rei, no trono. Seguindo a lei do levirato, Alexandre Jannaeus casou-se com Salomé Alexandra. Eles reinaram juntos entre 103 e 76 AC. C. No seu leito de morte, Alexandre Jannaeus não quis deixar o reino a nenhum dos seus filhos e confiou o governo a Salomé Alexandra, que era amada pela multidão, porque pensavam que ela se tinha oposto às medidas cruéis do marido. Ela teve dois filhos com Alexandre: Hircano II, o mais velho, a quem ela nomeou sumo sacerdote por ser indolente e incompetente, e Aristóbulo II, a quem ela limitou à vida privada porque era muito impulsivo.
Seguindo as instruções que o marido lhe deu no leito de morte, Salomé Alexandra favoreceu os fariseus, a seita judaica mais rigorosa na observância das leis. Tornaram-se os verdadeiros governantes da nação, embora Alexandra administrasse com grande sabedoria, duplicando o exército e intimidando os governantes vizinhos. Mas se ela governava os judeus, os fariseus a governavam. Eles a instaram a matar aqueles que haviam aconselhado Alexandre a crucificar os 800 líderes fariseus, e eles próprios começaram a matá-los um por um. Entre as vítimas estava um certo Diógenes da Judéia, membro proeminente do partido saduceu. Os perseguidos encontraram em Aristóbulo II um defensor, que convenceu sua mãe a perdoá-los. Mas tiveram de deixar Jerusalém e espalhar-se por todo o país, isolando-se em algumas cidades fortificadas.
Durante o reinado de Salomé Alexandra também ocorreu a invasão de Tigranes II da Armênia, que chegou com um exército de 300.000 mil homens, e sitiou Ptolemais. Alexandra enviou embaixadores a Tigranes com presentes valiosos, pedindo um tratado de paz, mas Tigranes foi subitamente chamado de volta à Arménia para enfrentar a invasão do general romano Lúculo.
Algum tempo depois, a rainha adoeceu gravemente e seu filho Aristóbulo II aproveitou a oportunidade para tomar o poder. Ele saiu furtivamente de Jerusalém à noite, reuniu um exército, ocupou 22 fortalezas em quinze dias e conquistou a maior parte do país. Alexandra morreu em 67 AC. C. depois de ter reinado nove anos. Ela foi sucedida por seu filho Hircano II. Deixou o país à beira de uma guerra civil entre os filhos, o que favoreceria a intervenção dos romanos nos assuntos judaicos.